# Лозорайтис, Казис
Казис Лозорайтис (лит. Kazys Lozoraitis; 23 июля 1929 года, Берлин, Германия — 13 августа 2007 года, Рим, Италия) — литовский дипломат.

## Биография
В 1958—1972 годах работал на итальянском радио, а с 1972 года на радио Ватикана в редакции программ о Литве. С 1960 года он был личным секретарём Главы литовской дипломатической службы в эмиграции. В 1985—1992 годах — глава канцелярии представительства Литвы при Святом Престоле. С 1980 года — вице-председатель Литовской общины в Италии.
6 мая 1992 года — постановлением Верховного Совета Литвы — Восстановительного Сейма назначен Чрезвычайным и Полномочным Послом Литовской Республики при Святом Престоле.
5 января 1994 года — декретом Президента Литовской Республики назначен Чрезвычайным и Полномочным Послом Литовской Республики при Мальтийском ордене.
15 ноября 2004 года освобождён от занимаемых дипломатических должностей.
С 2004 года до самой смерти на добровольных началах работал консультантом посольства Литвы в Италии.

## Награды
- Гранд-офицер ордена Великого князя Литовского Гядиминаса (1 февраля 1999 года)[4].
- Большой крест ордена «За заслуги перед Литвой» (22 июня 2005 года)[5].
- Большой крест ордена Пия IX (Святой Престол)[6].
- Большой крест ордена Заслуг pro Merito Melitensi (Мальтийский орден)[6].
- Командор ордена Святого Григория Великого (Святой Престол)[6].
- Кавалер ордена Святого Сильвестра (Святой Престол).